# 白霜杯傘
白霜杯傘（學名：Clitocybe dealbata），俗稱象牙漏斗（ivory funnel）和出汗蘑菇（sweating mushroom），屬於口蘑科杯傘屬，是一種於歐洲及北美洲廣泛地生長在草坪和草地的真菌。白霜杯傘體形細小，顏色為白色，外形呈漏斗狀。白霜杯傘俗稱「出汗蘑菇」是因為吃下白霜杯傘後中毒的人會有出汗的症狀。因白霜杯傘含有毒性的毒蕈鹼，因此白霜杯傘不可食用。

## 分類和命名
白霜杯傘最早是由英國博物学家詹姆斯·索爾比於1799年描述。當時，索爾比把白霜杯傘描述為「Agaricus dealbatus」。其中的「dealbatus」在拉丁文意為「粉飾」。於1874年，白霜杯傘才被法國博物學家克勞德·卡西米爾·吉萊賦予現在的學名。可是，白霜杯傘經常被誤認與環帶杯傘同義。

## 描述
白霜杯傘顏色為白色或沾有淺黃色的白色。菌蓋多呈扁平狀，部份呈凸圓至漏斗形狀，直徑2至4厘米。菌柄高約2至3.5厘米，闊度為0.5至1厘米，顏色為米色至淺褐色。白霜杯傘的孢子印為白色。沒有獨特的味道或氣味。
白霜杯傘是具毒性的真菌，與環帶杯傘毒性相近。白霜杯傘與可供食用的硬柄小皮傘和斜蓋菇外貌相似，因此容易被人混淆。

## 分佈及生境
白霜杯傘通常會在夏季和秋季中的多草地帶生長。常群居，且能構成仙女圈。另外，白霜杯傘經常出現在草地上，使兒童易於發現，因而提高了兒童錯吃白霜杯傘而中毒的機會。

## 毒性
白霜杯傘主要的有毒成分為毒蕈鹼，而毒蕈鹼中毒約15至30分鐘後，大量流涎、出汗和流淚等症狀便會出現。嚴重的話，中毒者會腹痛、劇烈恶心、腹瀉、視力模糊和呼吸困難。中毒症狀一般在兩小時內消退。儘管毒蕈鹼中毒導致的死亡案例很罕見，但曾有導致呼吸衰竭或心衰竭的案例。毒蕈鹼的解毒剂為阿托品。

## 外部連結
- 毒性，蘑菇 - 毒蕈鹼 （页面存档备份，存于）